# Takayuki Yamaguchi
Takayuki Yamaguchi (født 1. august 1973) er en tidligere japansk fodboldspiller.
Han har spillet for flere forskellige klubber i sin karriere, herunder Verdy Kawasaki og Vissel Kobe.